# Michał Butkiewicz (szermierz)
Michał Butkiewicz (ur. 18 sierpnia 1942 w Warszawie) – polski szermierz, brązowy medalista olimpijski i wicemistrz świata.
Zawodnik specjalizujący się w szpadzie. Na igrzyskach olimpijskich w Meksyku (1968) w drużynowym konkursie szpady wraz z Bohdanem Andrzejewskim, Kazimierzem Barburskim, Bohdanem Gonsiorem i Henrykiem Nielabą zdobył brązowy medal pokonując w meczu o 3. miejsce RFN. Był to jego jedyny start olimpijski.
Zdobył także srebrny medal drużynowo podczas mistrzostw świata w Ankarze (1970). Wywalczył indywidualne mistrzostwo Polski w latach 1963 i 1967 oraz drużynowe wicemistrzostwo kraju w latach 1973 i 1979.
Był zawodnikiem Warszawianki.
Jest ojcem Dominiki Butkiewicz.